# Baliospermum
Baliospermum es un género perteneciente a la familia de las euforbiáceas con plantas distribuidas desde India hasta Malasia. Comprende 26 especies descritas y de estas, solo 5 aceptadas.

## Descripción
Son arbustos, subarbustos o hierbas leñosas. monoicas o dioicas erectas, poco ramificadas y con un simple indumento. Hojas alternas, pecioladas, estipuladas, simples, sinuado-dentadas o lobuladas, 3-5-nervadas de la base, de lo contrario penninervada, con un par de glándulas en la base de la lámina. Las inflorescencias axilares, unisexuales o bisexuales, o paniculada racemosa, densa o laxa, ♂ muchas flores, ♀ pocos flores. Las frutas trilobuladas, dehiscentes con endocarpio leñoso. Semillas ovoides.

## Taxonomía
El género fue descrito por Carl Ludwig Blume y publicado en Bijdragen tot de flora van Nederlandsch Indië 12: 603. 1825. La especie tipo es: Baliospermum axillare

## Especies aceptadas
A continuación se brinda un listado de las especies del género Baliospermum aceptadas hasta marzo de 2014, ordenadas alfabéticamente. Para cada una se indica el nombre binomial seguido del autor, abreviado según las convenciones y usos.
- Baliospermum angustifolium Y.T.Chang
- Baliospermum bilobatum T.L.Chin
- Baliospermum calycinum Müll.Arg.
- Baliospermum solanifolium (Burm.) Suresh
- Baliospermum yui Y.T.Chang